# Desperately Seeking Lisa
«Desperately Seeking Lisa» (titulado «Buscando desesperadamente a Lisa» en Hispanoamérica y «Buscando a Lisa desesperadamente» en España) es el tercer episodio de la trigésimo sexta temporada de la serie de televisión animada estadounidense Los Simpson, y el episodio 771 en total. Se emitió en los Estados Unidos en Fox el 20 de octubre de 2024. El episodio fue escrito por Tim Long y dirigido por Matthew Nastuk.
En este episodio, Lisa pasa un fin de semana en Capital City con Patty y Selma y tiene una aventura con un grupo de artistas. Griffin Dunne, Richard E. Grant y Molly Shannon aparecen como estrellas invitadas. Tracy Letts apareció como él mismo. El episodio recibió críticas positivas.

## Trama
Cuando Marge se cansa de las quejas de Lisa sobre Springfield, decide que Lisa acompañe a Patty y Selma a Capital City a pasar el fin de semana.
En la ciudad, Lisa quiere ver la estatua de la Chica Intrépida y dice que mañana hay un desfile de globos artísticos que quiere ver. Cenan en el restaurante favorito de Patty y Selma y se encuentran con los amigos artistas de Patty, Julian y Katya, que las invitan a una fiesta en su loft. Ellas declinan la invitación porque van a asistir a un musical que Lisa se resiste a ver. Más tarde, Patty y Selma se intoxican y se van a dormir, por lo que Lisa decide reunirse sola con las amigas de Patty.
Lisa queda impresionada por el arte de la fiesta y se une a Katya. Ayuda a los artistas a trasladar las obras a una galería para exponerlas. A la 1 de la madrugada, se encuentra con el comisario Chalmers, que está disfrutando de una escapada romántica con Dora, la camarera. Lisa y los artistas ven una obra sobre un hombre que se convierte en cucaracha y su padre maltratador. Lisa defiende a la cucaracha. El autor de la obra, Tracy Letts, queda impresionado de que Lisa haya interrumpido la obra y le ofrece una plaza en una costosa academia de bellas artes. Como la familia de Lisa no puede pagar la matrícula, los artistas le sugieren que acuda a una rica senil que puede ofrecerle una beca.
A las 3:30 de la madrugada, entrevista a Lisa y le extiende un cheque. De vuelta al loft, ve una foto de los artistas con Martin Prince y le revelan que la utilizaron para robarle dinero a la mujer y financiarse. Amenaza con denunciarlos a la policía, pero ya la incriminaron como ladrona cuando trasladó las obras de arte anteriormente. Coge el cheque y huye. Se encuentra con Chalmers, que ahora está en una escapada romántica con Elizabeth Hoover, así que Lisa le obliga a esconderla. Cuando Dora los encuentra, Chalmers y Lisa escapan y Chalmers se tira al río con su bicicleta. Lisa no puede ponerse en contacto con su familia, ya que están ocupados viendo un documental sobre tonos de llamada.
A las 6:30 de la mañana, encuentra la estatua de la Chica Sin Miedo, pero declara que odia la ciudad cuando ve que ha sido donada por Goldman Sachs. Cuando los artistas la alcanzan, Lisa se esconde bajo un globo sin inflar del desfile de artistas. Queda atrapada en el globo cuando lo infla accidentalmente. Lisa rompe el cheque, por lo que Julian le dice a Katya que use un cuchillo para desinflar el globo y poder recuperarla. En lugar de eso, ella corta el globo, permitiendo a Lisa flotar hasta Springfield, donde su falta de sueño le hace oír hablar al globo.
De vuelta en Springfield, Lisa entra en la Escuela Primaria de Springfield y se dirige a un entristecido Superintendente Chalmers mientras una enfadada Elizabeth y Dora pasan a su lado. Durante los créditos, Lisa y sus compañeros leen una historia sobre un petardo que tenía miedo al ruido.

## Producción
El episodio fue escrito por Tim Long, que también ejerció de co-showrunner del mismo. El productor ejecutivo Matt Selman describió el episodio como «una carta de amor al Nueva York de los 80» y lo comparó con las películas de 1985 After Hours y Desperately Seeking Susan. En su opinión, el episodio sólo podía hacerse en una serie que ya había emitido más de 700 episodios debido a su especificidad sobre un determinado periodo de tiempo.
Richard E. Grant interpreta a Julian y Molly Shannon a Katya. Griffin Dunne, protagonista de After Hours, también actuó como actor invitado en el papel de cucaracha. El actor y dramaturgo Tracy Letts actuó como él mismo. Dos clips del episodio se mostraron el día antes de su emisión en la New York Comic Con.

## Lanzamiento
El episodio se emitió simultáneamente en los Estados Unidos en todas las zonas horarias a las 20.30 h ET/5.30 h PT tras un episodio especial de la serie de televisión Universal Basic Guys.

## Recepción

### Audiencia
El episodio obtuvo una audiencia de 0,61 y fue visto por 2,02 millones de espectadores, siendo el segundo programa más visto de Fox esa noche.

### Respuesta de la crítica
John Schwarz de Bubbleblabber calificó el episodio con un 9 sobre 10. Destacó la actuación de Tracy Letts y la atención al detalle del director Matthew Nastuk en la animación de Capital City. También le gustó la mezcla entre la voz de Lisa, que podía «parecer clavos en una pizarra», con el resto de los personajes de Capital City. A Mike Celestino de Laughing Place le gustó la primera mitad del episodio, pero calificó la segunda de «sin fundamento» y pensó que podría haber sido una secuencia onírica. Destacó la broma de la familia Simpson viendo un documental de tonos de llamada que les impide oír la llamada de auxilio de Lisa.
Cathal Gunning de Screen Rant calificó de «enfoque atrevido» el hecho de que todo el episodio se centrara en Lisa. Le gustó que demostrara la tendencia continuada de la serie a tener episodios más «inventivos» a medida que la serie continúa. Nick Valdez de Comicbook.com situó este episodio en el puesto 18 de su lista de todos los episodios de la temporada. Dijo que era un episodio «bastante sólido», pero también consideró que se parecía demasiado a episodios de temporadas anteriores. Concluyó diciendo: «Viene justo después de dos episodios experimentales con los que comenzó la temporada, por lo que es casi demasiado volver a la normalidad como para acabar en la parte baja de esta lista. Simplemente está ahí».